# Entlebuch
Entlebuch (toponimo tedesco) è un comune svizzero di 3 267 abitanti del Canton Lucerna, nel distretto di Entlebuch.

## Storia

### Simboli
L'albero di faggio (in tedesco Buche) richiama il nome del paese.

## Monumenti e luoghi d'interesse

### Architetture religiose
- Chiesa parrocchiale cattolica di San Martino, eretta nell'alto Medioevo, attestata dal 1157 e ricostruita nel 1776-1777 da Johann Jost, Anton Bienz e Niklaus Purtschert[4];
- Cappella di Rotmoos, eretta nel 1947-1948[4];
- Cappella di San Nicolao della Flüe, eretta nel 1947-1948[4].

### Architetture civili
- Farbschachenbrücke;
- Zwischenwassernbrücke.

## Società

### Evoluzione demografica
L'evoluzione demografica è riportata nella seguente tabella:
Abitanti censiti

## Geografia antropica

### Frazioni
Le frazioni di Entlebuch sono:
- Dieplischwand (exclave)
- Ebnet
- Finsterwald[6]
- Gfellen
- Rengg
- Rotmoos

## Economia
L'economia locale trae impulso principalmente dal settore terziario.

## Infrastrutture e trasporti

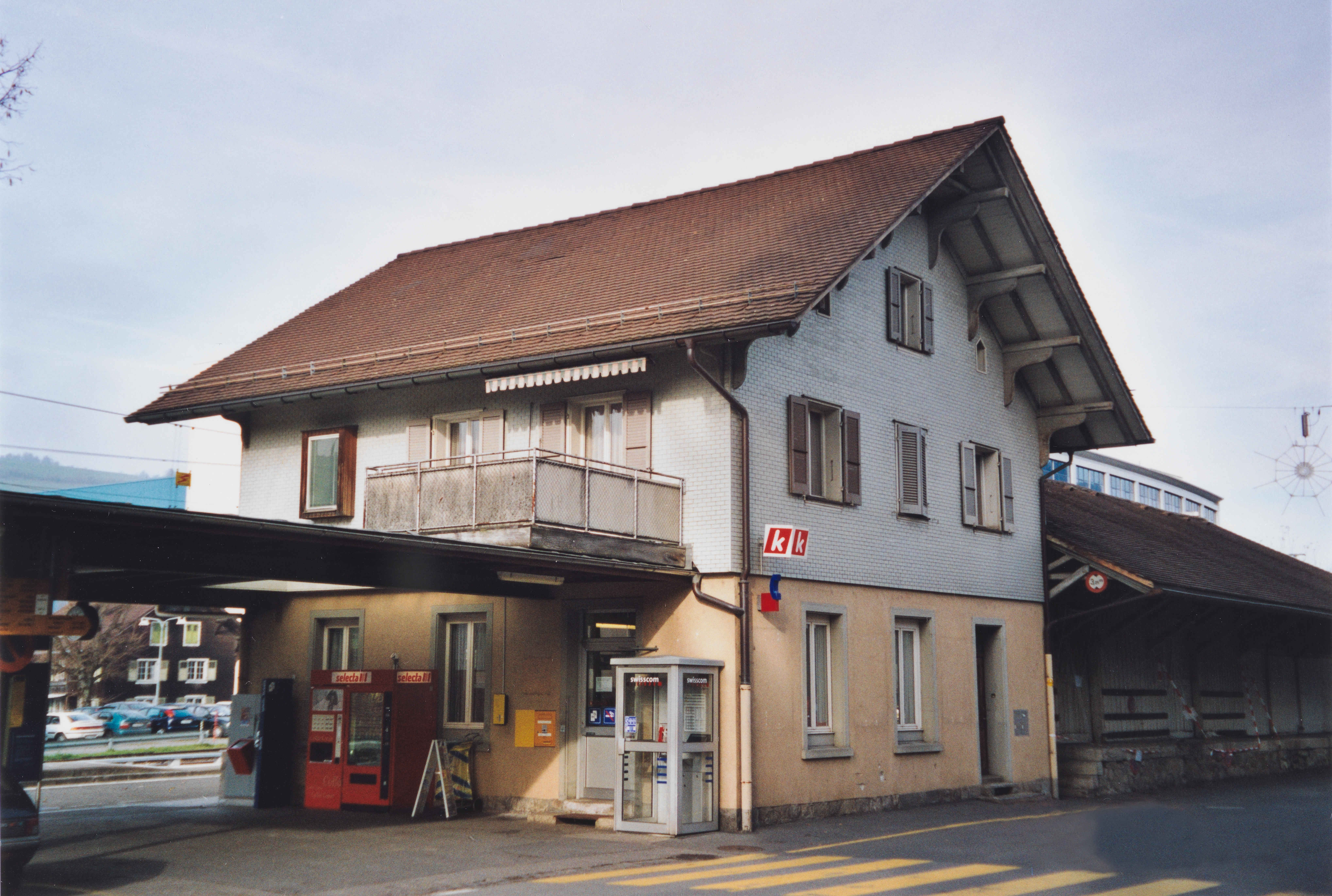
La stazione di Entlebuch

Entlebuch è servito dalla stazione ferroviaria omonima delle Ferrovie Federali Svizzere, sulla linea Berna-Lucerna; è collegato a Sarnen, nel Canton Obvaldo, dal passo Glaubenberg.